# 翠迪鸟
翠迪鸟（英語：Tweety Bird，「tweety」又譯為翠兒、崔迪、崔蒂、崔弟）是《樂一通》動畫系列裡出現的一個卡通小明星，它是一隻雄性的黃色金絲雀。經常和做冤家式的拍擋。

## 简介

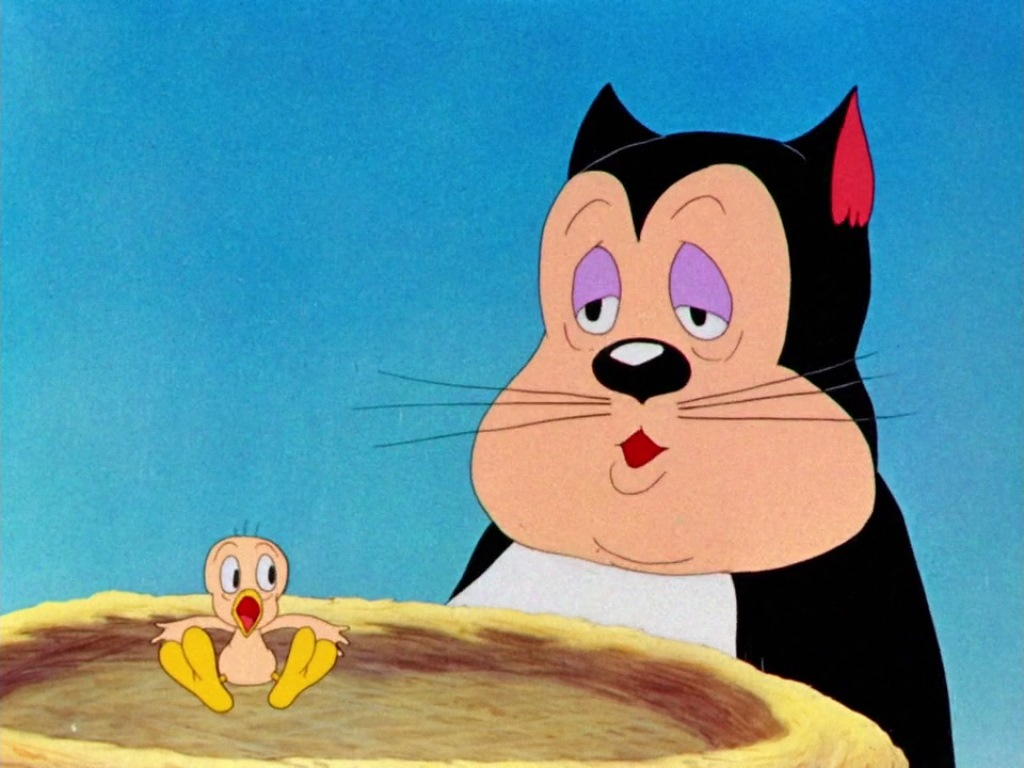
翠迪在动画片《两只小猫的故事》中首次亮相

在傳統的樂一通動畫，比如《傻大貓與翠迪的懸疑劇場》中，翠迪是非常聰明的。它在老婆婆面前的模樣是可愛的，但對天敵就有一點兒殘忍。這就使它避開了許多被吃的危險。而在最新版的樂一通動畫《樂一通秀》裡，在老婆婆的回憶中提及二次大戰時它曾經幫助當時身為女特務的老婆婆阻止德軍盜走羅浮宮的藝術品和艾菲爾鐵塔，間接述明翠迪與自己相識的經歷。
而在《寶貝樂一通》中，它的大小沒有改變，但樣子和行為都完全可愛化，沒有傳統的那種惡性了。